# Ileana Mălăncioiu
Ileana Mălăncioiu (n. 23 ianuarie 1940, Godeni, Argeș) este o poetă contemporană și o eseistă română, publicistă, disidentă și activist civic. Este membru titular al Uniunii Scriitorilor din 1970 și a fost membru în Consiliul de Conducere al Uniunii Scriitorilor între 1983 și 1995. Din martie 2013 este membru corespondent al Academiei Române.

## Biografie
S-a născut la 23 ianuarie 1940, în satul Godeni (județul Argeș), într-o familie de țărani. Tatăl său era mic funcționar la mina din sat, dar după ce se întorcea de la serviciu, lucra pe câmp tot atât cât munceau și alții de dimineața până seara. Venirea ei pe lume nu a fost primită cu prea mare entuziasm: "...eram a doua fată a părinților mei și n-am fost primită cu prea multă bucurie. Fusese așteptat un băiat. Tot așteptându-l, după mine, mama a mai născut încă două fete, dar nu a mai fost la fel de tristă." - mărturisește poeta.

## Studii
A absolvit școala elementară în comuna natală (Godeni, Argeș), apoi Liceul de Fete în Câmpulung Muscel. Susține proba de bacalaureat în 1957. După absolvirea liceului, dă examen de admitere la Facultatea de Electronică din București, dar nu reușește să devină studentă a acesteia, se înscrie însă la Școala Tehnică Financiară din același oraș. În perioada 1958-1959 începe să scrie versuri influențată de Eminescu și Bacovia, apoi îi va descoperi pe Esenin, Rilke, Poe, Baudelaire. După absolvirea școlii tehnice, timp de trei ani va lucra „în producție”, conform contractului, apoi  a urmat cursurile Facultății de Filosofie a Universității București, absolvind în 1968.  Lucrarea de diplomă (licență) se intitulează Locul filozofiei culturii în sistemul lui Lucian Blaga, deși cărțile de filozofie ale acestuia erau interzise și nu puteau fi cercetate decât la Fondul Secret al Bibliotecii Academiei. Continuă studiile, iar în 1977 obține titlul de doctor în filosofie cu teza Vina tragică (Tragicii Greci, Shakespeare, Dostoievski, Kafka). 

## Activitate profesională
Din 1980 devine redactor la revista Viața românească. 

Lucrează, înainte de 1989, la Televiziunea Română, la revista Argeș, la Studiourile Animafilm și la revista literară Viața românească (de unde demisionează la 31 martie 1988 din pricina acutizării cenzurii, inclusiv asupra scrierilor lui Constantin Noica).
"În calitate de redactor la Viața românească am reușit să-l aduc la revistă pe Noica și m-am preocupat de publicarea Scrisorilor despre logică. Am publicat texte de bază ale lui Liiceanu, apărute ulterior în volumul Cearta cu filozofia, m-am străduit să impun publicarea în serial a cărții lui Andrei Pleșu Minima moralia, în fine, m-am ocupat de rubrica de texte filozofice prin care erau reflectate în linii mari preocupările celor din Școala de la Păltiniș" (din conversația cu Marta Petreu apărută în Apostrof, nr. 1-2 / 1998, și reluată în Cronica melancoliei).
„După 7 luni, la insistența Președintelui Uniunii Scriitorilor, Dumitru Radu Popescu, care nu-i acceptase demisia, a revenit la „Viața Românească“. A fost responsabil al numărului 2/1989 al revistei și a protestat, alături de Petru Creția, Răzvan Theodorescu, Gabriel Liiceanu și Andrei Pleșu, prin retragerea propriilor colaborări, din cauza interzicerii post-mortem a lui Constantin Noica și a scoaterii unui text al lui din sumar. Ca urmare, s-a revenit asupra acestei măsuri și s-a tipărit revista, dar apoi a fost interzisă și topită de cenzură.”. După 1989 lucrează la revista social-politică 22, la Editura Litera (redactor șef) și la săptămânalul România literară.
„După 7 luni, la insistența Președintelui Uniunii Scriitorilor, Dumitru Radu Popescu, care nu-i acceptase demisia, a revenit la „Viața Românească“. A fost responsabil al numărului 2/1989 al revistei și a protestat, alături de Petru Creția, Răzvan Theodorescu, Gabriel Liiceanu și Andrei Pleșu, prin retragerea propriilor colaborări, din cauza interzicerii post-mortem a lui Constantin Noica și a scoaterii unui text al lui din sumar. Ca urmare, s-a revenit asupra acestei măsuri și s-a tipărit revista, dar apoi a fost interzisă și topită de cenzură.” 

## Activitate publicistică. Poezie
Debutează, studentă fiind, în 1965 în revista „Luceafărul” unde publică versuri. Debutul editorial îl reprezintă volumul Pasărea tăiată (1967).

Despre debut, din interviul acordat lui Bogdan Crețu pentru revista Timpul, nr. 2/ aprilie 2021:
„Tot ce pot spune este că am avut noroc să debutez într-o perioadă de relaxare. Nu întâmplător, atunci au apărut cărțile unor poeți care așteptau de multă vreme să poată publica fără concesiile celor lansați după Congresul al IX-lea al PCR. Câștiguri și pierderi, cum ar fi spus Virgil Mazilescu. Fiindcă nu ne-a ferit Dumnezeu doar de avatarurile celor care au debutat înaintea noastră, ci și de prețul cu care și-au plătit unii dintre ei intrarea triumfală în literatură. E drept că prețul plătit atunci nu mai contează acum, ci dimpotrivă. Unii dintre cei cărora li se făcuseră statui în timpul dictaturii ceaușiste muriseră deja și lumea literară s-a condus după zicala: despre morți numai bine.”
Nicolae Steinhardt declara despre Ileana Mălăncioiu :
„Aferim, femeie! 
 Curajoasă. Aspră. Le vede, le știe, le spune. Și cu suflet de muiere sensibilă, simțitoare. Suflet adânc, colțuros. Mare poetă. 
 Da, asta admir: o tărie inteligentă (foc) și totodată accesibilă milei, duioșiei (indirecte). Am calificat-o: o Antigonă ducându-l pe Oedip de mână, dar o Antigonă cu suflet de Electră (și de Ecaterina Teodoroiu).”—365 întrebări incomode adresate de Zaharia Sângeorzan lui Nicolae Steinhardt
Referințe critice se găsesc de asemenea și în Petre Anghel, 'Ileana Mălăncioiu', Comunicare transculturală, București, Editura Cartea Românească, 2003

## Scrieri

### Volume de poezie
- Pasărea tăiată (The Slaughtered Fowl), Editura Tineretului, 1967
- Către Ieronim (Unto Hieronymus), Editura Albatros, 1970
- Inima reginei (The Queen's Heart), Editura Eminescu, 1971
- Poezii (Poems), Editura Cartea Românească, 1973
- Crini pentru domnișoara mireasă (Lilies for Her Ladyship the Bride), Editura Cartea Românească, 1973 (Premiul Academiei)
- Ardere de tot  (Burnt Offering), Editura Cartea Românească, 1976
- Peste zona interzisă (Across the Forbidden Zone), Editura Cartea Românească, 1979 (Premiul Uniunii Scriitorilor)
- Cele mai frumoase poezii (The Most Beautiful Poems), Editura Albatros, 1980
- Sora mea de dincolo (My Sister Beyond), Editura Cartea Românească, 1980
- Linia vieții  (The Line of Life), Editura Cartea Românească, 1982 (Premiul Asociației Scriitorilor din București)
- Peste zona interzisă / A travers la zone interdite, Editura Eminescu, 1984 (antologie bilingvă franceză-română cu o prefață de Eugen Negrici)
- Urcarea muntelui (The Climbing of the Mountain), Editura Albatros, 1985 (Premiul Uniunii Scriitorilor)
- Peste zona interzisă  / Across the Forbidden Zone, Editura Eminescu, 1985 (antologie bilingvă în traducerea engleză a lui Dan Duțescu și cu o prefață de Valeriu Cristea)
- Urcarea muntelui , Editura Litera, 1992 (ediția a II-a, necenzurată și adăugită)
- Ardere de tot  (antologie), Editura Eminescu (seria "Poeți români contemporani"), 1992 (antologie și versuri inedite)
- Skärseldsberget, Hypatia, Stockholm, 1995 (versuri traduse în limba suedeză)
- Poezii, Editura Vitruviu, București, 1996 (antologie și versuri inedite)
- Linia vieții  (antologie), Editura Polirom, 1999 (antologie din toate volumele și versuri inedite, cu o prefață de Nicolae Manolescu)
- Jeronims, Editura Minerva, Riga, versiunea letonă și studiu introductiv de Leons Briedss, 1999
- After the Raising of Lazarus (După învierea lui Lazăr), Southord Editions, Kork, versiune engleză de poeta Eiléan Nί Chuilleanáin, studiu introductiv de Raluca Rădulescu, 2005
- Legend of the Walled-up Wife (Legenda femeii zidite), The Gallery Press, Irlanda, și Wake Forest University Press, SUA, versiune engleză de poeta Eiléan Ní Chuilleanáin, cu o prefață a traducătoarei, 2012
- Comme pleurent les âmes seules, Editions Hochroth Paris, ediție bilingvă, variantă franceză și prezentare de Nicolas Cavaillès, 2016
- La vertebra, Adia Edicions, traducere în catalană de Jana Balacciu Matei și Xavier Montoliu Pauli, postfață de poetul Carles Duarte i Montserrat, 2018
- Peste zona interzisă. Poeme alese de Simona Sora, editura Cartier, 2020 (Cartier de colecție, nr. 28)

### Prezență în antologii
- Streiflicht – Eine Auswahl zeitgenössischer rumänischer Lyrik (81 rumänische Autoren), - "Lumina piezișă", antologie bilingvă cuprinzând 81 de autori români în traducerea lui Christian W. Schenk, Dionysos Verlag 1994, ISBN 3980387119
- Four Contemporary Romanian Poets (Mircea Ciobanu, Dan Laurențiu, Ileana Mălăncioiu, Ioanid Romanescu), Editura Cartea Românească, în versiunea lui Stavros Deligiorgis, cu un comentariu al traducătorului, 1998
- Testament – Anthology of Modern Romanian Verse / Testament - Antologie de Poezie Română Modernă – versiune bilingvă română și engleză – Daniel Ioniță (editor și traducător principal) asistat de Eva Foster, Daniel Reynaud și Rochelle Bews – Editura Minerva 2012 and 2015 (ediția a doua) - ISBN 978-973-21-1006-5
- Trois poètes roumains (Ileana Mălăncioiu, Matei Vișniec, Constantin Acosmei), variantă franceză și prezentare de Nicolas Cavaillès, Editions Le murmure, Franța, 2013
- Testament - Anthology of Romanian Verse - American Edition - monolingual English language edition - Daniel Ionita (editor and principal translator) with Eva Foster, Daniel Reynaud and Rochelle Bews - Australian-Romanian Academy for Culture - 2017 - ISBN 978-0-9953502-0-5
- Pieta - Eine Auswahl rumänischer Lyrik, Dionysos, Boppard, 2018, în traducerea și selectarea lui Christian W. Schenk, ISBN 9781977075666.
- ROSARIEN: Rumänische Gegenwartslyrik 2020, 444 Seiten, Dionysos Boppard 2020, trad. Christian W. Schenk, ISBN 979-8649287029

### Eseuri și publicistică în volum
- Vina tragică, Tragicii Greci, Shakespeare, Dostoievski, Kafka, Editura Cartea Românească, 1978
- Călătorie spre mine însămi, Editura Cartea Românească, 1987
- Crimă și moralitate (eseuri politice), Editura Litera, 1993
- Cronica melancoliei, Editura Enciclopedică, 1998 (Premiul Salonului de Carte de la Cluj)
- A vorbi într-un pustiu, Editura Polirom, 2002
- Recursul la memorie. Convorbiri cu Daniel Cristea-Enache, Editura Polirom, 2003
- Crimă și moralitate. Eseuri și publicistică, Editura Polirom, 2006[10]
- Exerciții de supraviețuire, Editura Polirom, 2010
- De anima / 75, Editura Paralela 45, serie aniversară, 2015
- Am reușit să rămîn eu însămi,, Editura Polirom, 2016

## Premii
- Premiul „Mihai Eminescu“ al Academiei Române, 1973

- Premiul Uniunii Scriitorilor, 1979 și 1993[11]
- Premiul Asociației Scriitorilor din București, 1982[11]

### Premii pentru întreaga activitate
- Premiul național „Mihai Eminescu“, 1995

- Marele premiu pentru poezie „Lucian Blaga“, 1997[11]
- Premiul „Alia“ acordat de „Adevărul literar și artistic“, 1997
- Premiul național pentru literatură, decernat de Uniunea Scriitorilor, 2003
- Marele Premiu „Prometheus“ pentru Opera Omnia, al Fundației Anonimul. Juriu format din reprezentanți ai tuturor uniunilor de creație, 2009
- Premiul „Constantin Brâncoveanu“, acordat de Fundația Alexandrion. Juriu prezidat de acad. Dan Berindei, 2016

## Distincții
- Ordinul național „Steaua României” în grad de Comandor (1 decembrie 2000) „pentru realizări artistice remarcabile și pentru promovarea culturii, de Ziua Națională a României”[12]